# Thank Your Lucky Stars
Thank Your Lucky Stars (bra: Graças à Minha Boa Estrela) é um filme musical estadunidense de 1943, do gênero comédia, dirigido por David Butler, e estrelado por Eddie Cantor, Joan Leslie, Dennis Morgan, Edward Everett Horton e S. Z. Sakall. A produção foi feita pela Warner Bros. com a finalidade de arrecadar fundos para a Segunda Guerra Mundial, com uma trama envolvendo produtores de teatro. As estrelas doaram seus salários para o Hollywood Canteen, um clube criado por John Garfield e Bette Davis que oferecia comida, dança e entretenimento para militares que iriam guerrear no exterior.

## Sinopse
Farnsworth (Edward Everett Horton) e Dr. Schlenna (S. Z. Sakall), dois produtores de teatro, tentam criar o espetáculo beneficente Cavalgada de Estrelas. O egoísta Eddie Cantor possui Dinah Shore sob contrato e só permitirá que ela apareça no show se ele se tornar presidente do comitê, assim podendo comandar tudo. Enquanto isso, a aspirante a atriz Pat Dixon (Joan Leslie) começa a namorar Joe Simpson (Eddie Cantor), um motorista de ônibus que também sonha com uma carreira artística. Um detalhe: ele é a cara de Eddie Cantor, fato que muito o tem prejudicado. Quando o verdadeiro Eddie Cantor é sequestrado por indígenas, um cantor aspirante e sua namorada compositora conspiram para entrar no espetáculo substituindo Cantor por Joe.
Muitos estrelas da Warner Bros. se apresentaram em números musicais, incluindo várias que não eram conhecidas como cantoras. O filme apresenta apresentações musicais de Bette Davis, Errol Flynn, Olivia de Havilland e Ida Lupino.

## Elenco
- Eddie Cantor como Ele mesmo / Joe Simpson
- Joan Leslie como Pat Dixon
- Dennis Morgan como Tommy Randolph
- Edward Everett Horton como Farnsworth
- S. Z. Sakall como Dr. Schlenna
- Mike Mazurki como Olaf
- Noble Johnson como Charlie, o indígena
- Ruth Donnelly como Enfermeira Hamilton
- Ralph Dunn como Marty
- Paul Harvey como Dr. Kirby

Estrelas Convidadas:
- Humphrey Bogart
- Bette Davis
- Olivia de Havilland
- Errol Flynn
- Ida Lupino
- Hattie McDaniel
- Ann Sheridan
- Dinah Shore
- Willie Best
- Jess Lee Brooks
- Jack Carson
- Ben Corbett
- William Desmond
- John Garfield
- Alan Hale, Sr.
- Mark Hellinger
- Alexis Smith
- Madame Sul-Te-Wan
- George Tobias
- Doodles Weaver
- Don Wilson como Anunciador do Rádio
- Spike Jones and His City Slickers

## Números musicais
Alguns números são executados como parte da trama e outros são ouvidos em ensaios e cenas de atuação beneficentes.
1. "Thank Your Lucky Stars", cantada por Dinah Shore no programa de rádio de Eddie Cantor.
2. "My Mama Done Tol' Me" (mais conhecida como "Blues in the Night"), cantada por John Garfield no programa de rádio de Eddie Cantor.
3. "Now's the Time to Fall in Love", cantada por Cantor em seu programa de rádio.
4. "Hotcha Cornia", uma versão quente e selvagem de "Otchi Chernye" ("Dark Eyes"), por Spike Jones & His City Slickers para seus colegas residentes em Gower Gulch.[a]
5. "Ridin' for a Fall", cantada por Dennis Morgan e Joan Leslie (dublada por Sally Sweetland), com Spike Jones e sua banda.
6. "We're Staying Home Tonight", cantada por Eddie Cantor para uma audiência cativa formada por seus empregados domésticos e os infelizes produtores do espetáculo.
7. "I'm Goin' North", cantada por Jack Carson e Alan Hale, Sr. como atores de vaudeville dos velhos tempos se encontrando em uma estação de trem. Depois de várias trocas de roupa, eles acabam em uma nevasca.
8. "Love Isn't Born, It's Made", cantada por Ann Sheridan com Joyce Reynolds e um coro de garotas em um quarto de irmandade.
9. "No You, No Me", cantada por Dennis Morgan e Joan Leslie (dublada por Sally Sweetland) de uma mesa de jukebox em um café.
10. "The Dreamer", cantada por Dinah Shore como uma camponesa cantando para seu amor; ela quer sonhar "até que você esteja em casa mais uma vez".
11. "Ice Cold Katie... Won't You Marry the Soldier?", um grande número realizado em um cenário do Harlem por Hattie McDaniel, Willie Best, Jess Lee Brooks, Rita Christian e um coro de cantores e dançarinos.
12. "How Sweet You Are", cantada por Dinah Shore com um grande coro de casais valsando.
13. "That's What You Jolly Well Get", cantada e dançada por Errol Flynn como um marinheiro cockney de bigode se gabando em um pub cheio de amigos sobre suas batalhas contra os nazistas nos últimos quatro anos.
14. "They're Either Too Young or Too Old", cantada por Bette Davis em uma boate povoada por homens cujas aparições são de acordo com versos da música. Uma breve e extenuante apresentação de Davis e Conrad Wiedell dançando jitterbug acontece quando ela caminha para seu carro. No final do número, ela substitui a última frase da música com um beijo para a plateia. A canção foi escrita por Frank Loesser e Arthur Schwartz.[9][10]
15. "The Dreamer", uma reprise animada cantada por Olivia de Havilland (dublada por Lynn Martin), Ida Lupino e George Tobias cantando scat enquanto estão fantasiados de adolescentes dançando jitterbug.[9]
16. "Good Night, Good Neighbor", uma visão romântica da política de boa vizinhança, abre com Dennis Morgan acompanhando a Miss América Latina (Lynne Baggett) até a sua casa, cantando para ela e um coro de residentes. A cena segue para o elegante Clube Chiquita, onde Alexis Smith dança com Igor Dega e Arnold Kent.
17. O medley final de "Cavalcade of Stars", em um cenário celestial, com breves reprises ou revisões de:
  1. "We're Staying Home Tonight" (Eddie Cantor como Joe Simpson fingindo ser Eddie Cantor)
  2. "How Sweet You Are" (Coristas, nas nuvens)
  3. "We're Way Up North..." (Carson e Hale, Sr., em uma estrela)
  4. "The Dreamer" (Shore, no palco, sonhadoramente; de Havilland, Lupino e Tobias, em uma estrela)
  5. "Ridin' for a Fall" (Morgan e Leslie)
  6. "Love Isn't Born (It's Made)" (Sheridan, em uma estrela)
  7. "That's What You Jolly Well Get", em ópera. Flynn, sem bigode, interrompe o número para comentar "That voice is so divine, I wish that voice were mine!" ("Essa voz é tão divina, queria que essa voz fosse minha!"), e então recomeça a cantar em sua estrela.
  8. "Good Night, Good Neighbor" (Morgan), enquanto Smith e seus parceiros dançam em uma nuvem ao fundo.
  9. "They're Either Too Young or Too Old" (Davis, em uma estrela)
  10. "Ice Cold Katie" (McDaniel, entronizada em uma lua crescente; e Cantor, remando em uma nuvem)
  11. "Thank Your Lucky Stars" (todo o elenco)

## Produção
As filmagens do filme começaram em 14 de outubro de 1942. O produtor Mark Hellinger e o diretor David Butler fizeram participações especiais na produção. "Thank Your Lucky Stars" foi a estreia cinematográfica de Dinah Shore e Spike Jones & His City Slickers. Cada um dos membros do elenco recebeu um salário de US$ 50.000, que foi então doado para o Hollywood Canteen.
O filme utilizou cenários que foram construídos para os filmes "The Green Pastures" (1936) e "Wonder Bar" (1934), ambos da Warner Bros.
Bette Davis lembrou que Conrad Wiedell, que realmente ganhou um concurso de jitterbug, ficou assustado com a ideia de machucá-la. Ela disse a ele: "esqueça quem eu sou ... deixe seus instintos virem à tona e apenas faça!"
Olivia de Havilland disse que adicionou o exagerado ato de mascar chiclete durante seu número musical para ajudar na dublagem.
O final foi filmado com muitos membros do elenco juntos no palco, mas todos são mostrados quando a cortina se abre, graças aos efeitos especiais que apresentaram cinco atos – Flynn, Sheridan, Davis, a dupla Carson-Hale, e o trio composto por de Havilland, Lupino e Tobias – sobre suas estrelas cobertas de glitter.

## Recepção
"Thank Your Lucky Stars" era popular entre o público, e o crítico James Agee chamou-o de "o mais barulhento e vulgar dos musicais atuais. É também o mais divertido". A venda de ingressos, combinada com os salários doados pelos artistas, arrecadou mais de US$ 2.000.000 para o Hollywood Canteen.
Na época, a Variety descreveu o filme como um "triunfo para Eddie Cantor". Bosley Crowther, em sua crítica para o The New York Times, escreveu que "a piada de que o verdadeiro Sr. Cantor iria, se pudesse, atrapalhar o espetáculo é repetida de forma tão realista que a ficção se torna um fato doloroso ... você tem um show convencional repleto de estrelas que possui um sabor suspeito de amadorismo no estúdio. Mas pelo menos é animado e genial ... Por uma questão de variedade, os Warners poderiam ter trabalhado com um pouco mais de dança e um pouco mais de feminilidade. Muita gente canta. E muito poucas garotas bonitas exibem seus talentos. Também é demais (duas horas) de show. Mas, quando se trata de entretenimento direto, é isso que você deve esperar".
Leonard Maltin deu ao filme três de quatro estrelas, afirmando: "Enredo muito chato ... enquadra o show de estrelas da Warner Bros., com Davis cantando "They're Either Too Young or Too Old,", Flynn apresentado deliciosamente "That's What You Jolly Well Get", e outras estrelas sérias se soltando".

### Bilheteria
De acordo com registros da Warner Bros., o filme arrecadou US$ 2.503.000 nacionalmente e US$ 1.118.000 no exterior, totalizando US$ 3.621.000 mundialmente.

## Premiações
| Ano  | Cerimônia | Categoria              | Indicado                                                                | Resultado |
| ---- | --------- | ---------------------- | ----------------------------------------------------------------------- | --------- |
| 1944 | Oscar     | Melhor canção original | Arthur Schwartz & Frank Loesser ("They're Either Too Young or Too Old") | Indicado  |

A música que foi indicada fez muito sucesso e ficou em primeiro lugar na Your Hit Parade.